# Piątnica Poduchowna
Piątnica Poduchowna – wieś w Polsce położona w województwie podlaskim, w powiecie łomżyńskim, w gminie Piątnica.
W Rozporządzeniu Rady Ministrów z dnia 21 grudnia 1999 r. w sprawie ustalenia siedzib władz gmin wymieniana jest jako Piątnica.
Miejscowość jest siedzibą gminy Piątnica.
Leży w dawnej ziemi wiskiej na Mazowszu. W miejscowości znajduje się kościół, który jest siedzibą parafii Przemienienia Pańskiego. W strukturze kościoła rzymskokatolickiego parafia należy do metropolii białostockiej, diecezji łomżyńskiej, dekanatu Piątnica.

## Historia
Historia Piątnicy sięga przynajmniej 1379, kiedy została uwzględniona w dokumencie wyznaczającym granicę między Mazowszem a Podlasiem wzdłuż Narwi. W XIV wieku wybudowano tu pierwszy drewniany kościół. W 1407 roku erygowano tu parafię pw. Przemienienia Pańskiego.
Znacząca część Piątnicy, aż do powstania styczniowego w 1863 roku była własnością parafii. Po powstaniu ziemie te odebrano i podzielono na działki, które rozdano byłym żołnierzom rosyjskim. Dwór od 1865 roku do I wojny światowej był w posiadaniu rosyjskiego generała Michała Stefanowicza Żukowskiego.
W latach 1921–1939 wieś leżała w województwie białostockim, w powiecie łomżyńskim, w gminie Drozdowo, której była siedzibą.
Według Powszechnego Spisu Ludności z 1921 roku wieś zamieszkiwało 1.663 osoby, 1.132 było wyznania rzymskokatolickiego, 1 greckokatolickiego a 520 mojżeszowego. Jednocześnie 1169 mieszkańców zadeklarowało polską przynależność narodową, 493 żydowską a 1 rosyjską. Były tu 173 budynki mieszkalne. Miejscowość należała do miejscowej parafii rzymskokatolickie. Podlegała pod Sąd Grodzki i Okręgowy w Łomży; właściwy urząd pocztowy mieścił się w Łomży.
W wyniku napaści ZSRR na Polskę we wrześniu 1939 miejscowość znalazła się pod okupacją sowiecką. Od czerwca 1941 roku pod okupacją niemiecką. Od 22 lipca 1941 do 1945 włączona w skład Landkreis Lomscha, Bezirk Bialystok III Rzeszy.
Z dniem 18 sierpnia 1945 roku została wyłączona z woj. warszawskiego i przyłączona z powrotem do woj. białostockiego. W latach 1975–1998 miejscowość administracyjnie należała do województwa łomżyńskiego.
W Piątnicy znajdują się trzy potężne forty połączone systemem potężnych wałów i fos Twierdzy Łomża. To najlepiej zachowany i najbardziej rozwinięty przyczółek mostowy na Narwi, gdzie 3 forty połączone są podziemnymi korytarzami. Jedna z fortyfikacji znajduje się na zakończeniu ulicy Fortecznej. Mówi się też o niezbadanym dotychczas tunelu biegnącym pod rzeką Narwią i łączącym forty z klasztorem ojców kapucynów.
W czasach stalinowskich Łomżyńskie było rejonem o najsilniej rozwiniętej partyzantce antykomunistycznej. Złapanych przez UB partyzantów mordowano, zaś miejsca pochówku zmarłych są nieznane.
Do 1954 roku miejscowość była siedzibą gminy Drozdowo. W latach 1954–1972 była siedzibą gromady Piątnica Poduchowna. W latach 1975–1998 miejscowość administracyjnie należała do województwa łomżyńskiego.

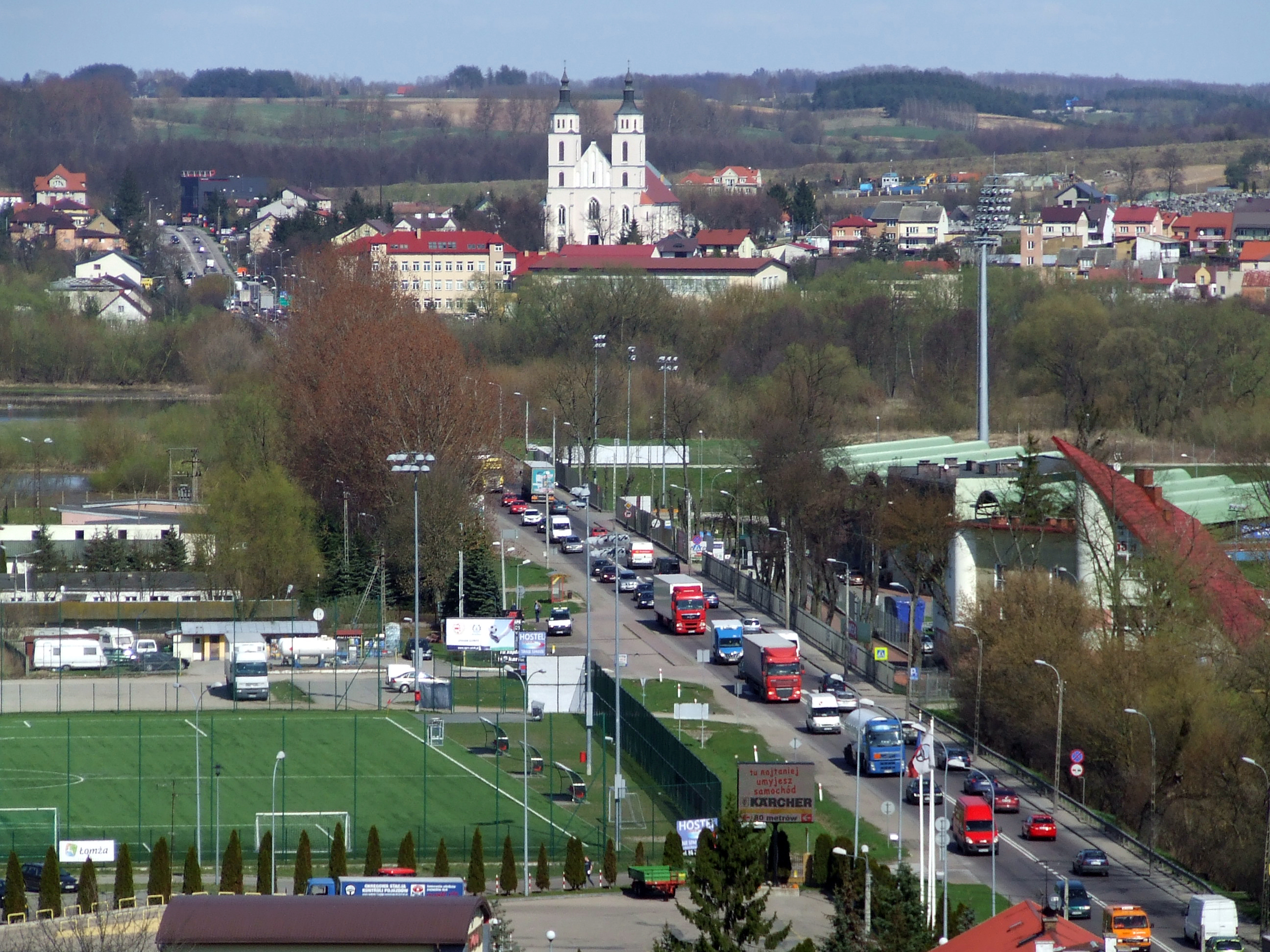
Na drugim planie Piątnica, na pierwszym boiska sportowe w Łomży - widok z hotelu Gromada
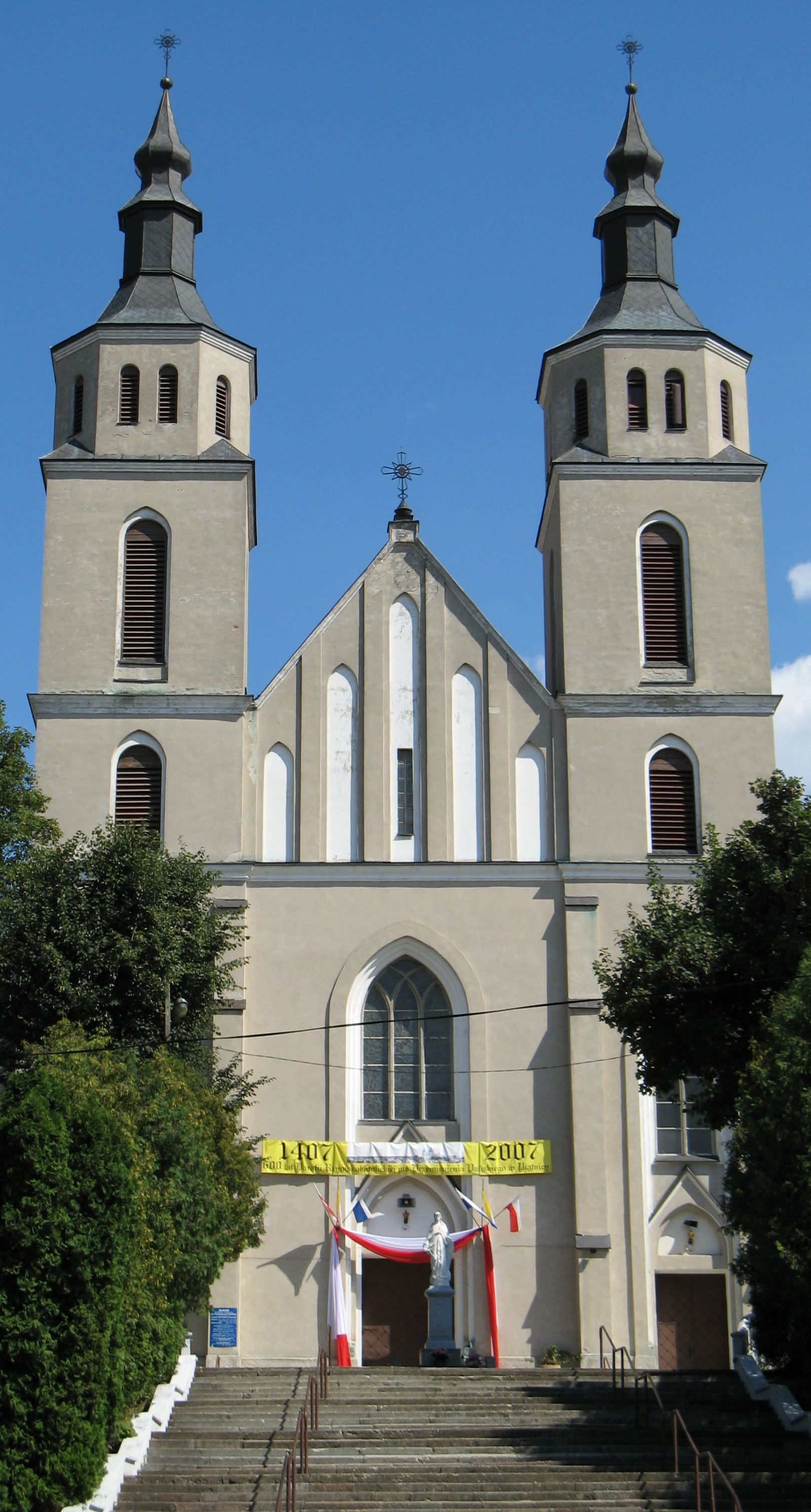
Kościół pw. Przemienienia Pańskiego w Piątnicy
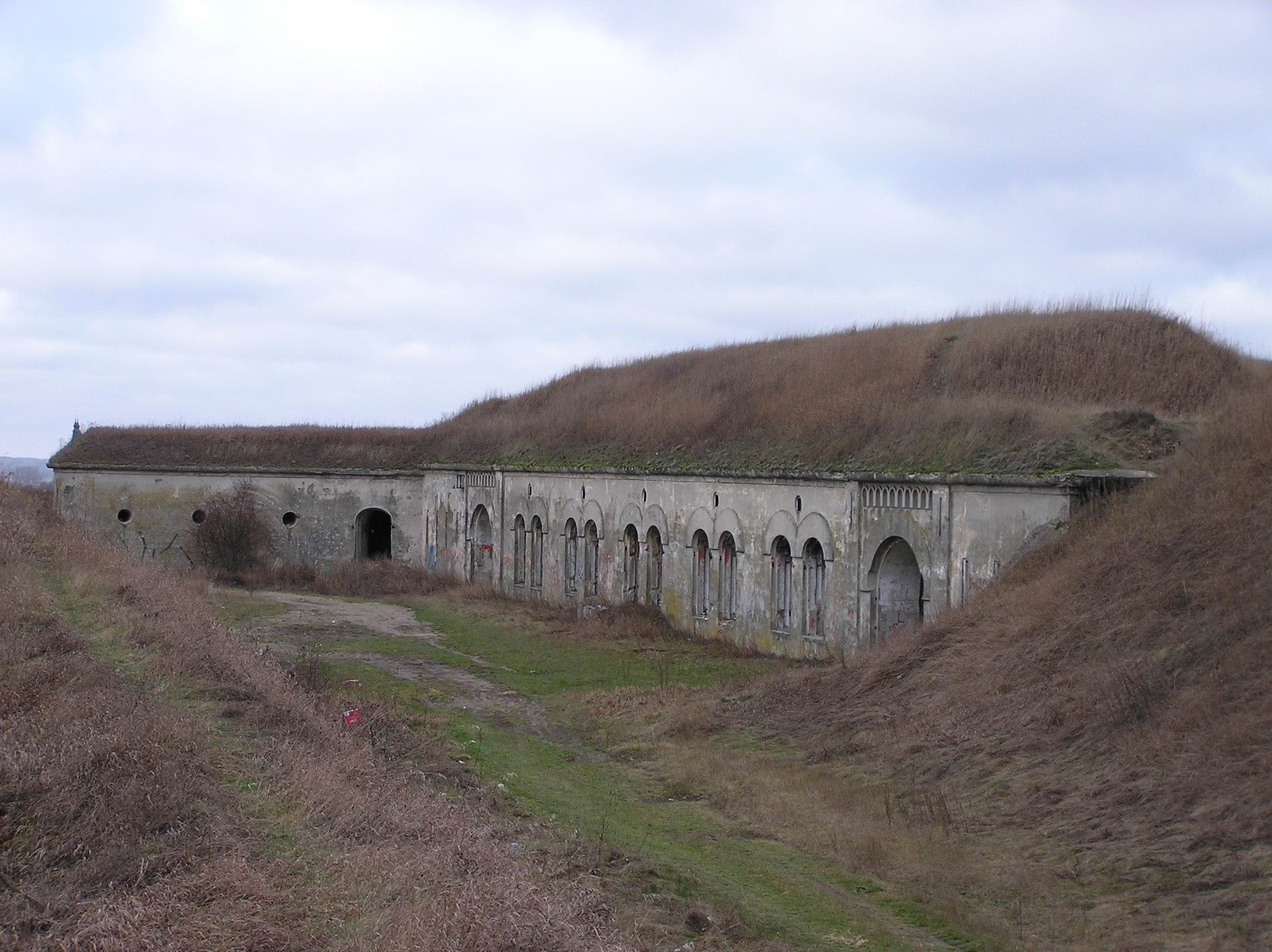
Fort w Piątnicy
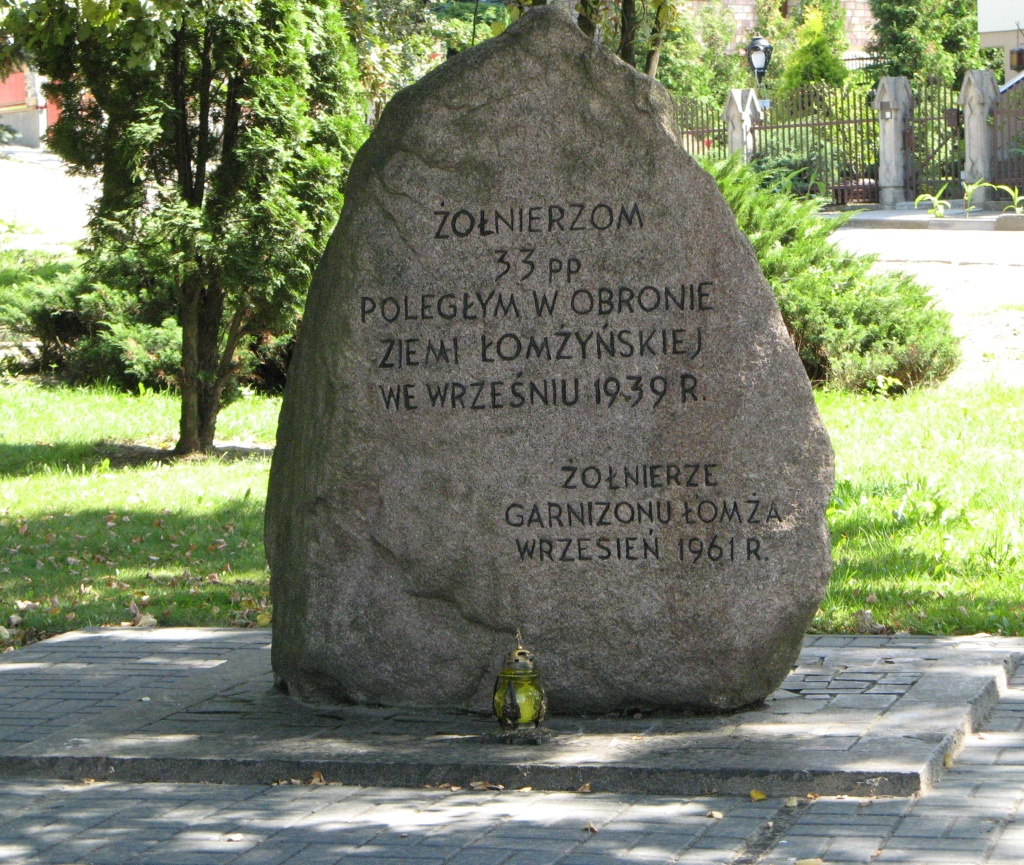
Pomnik 33 Pułku Piechoty
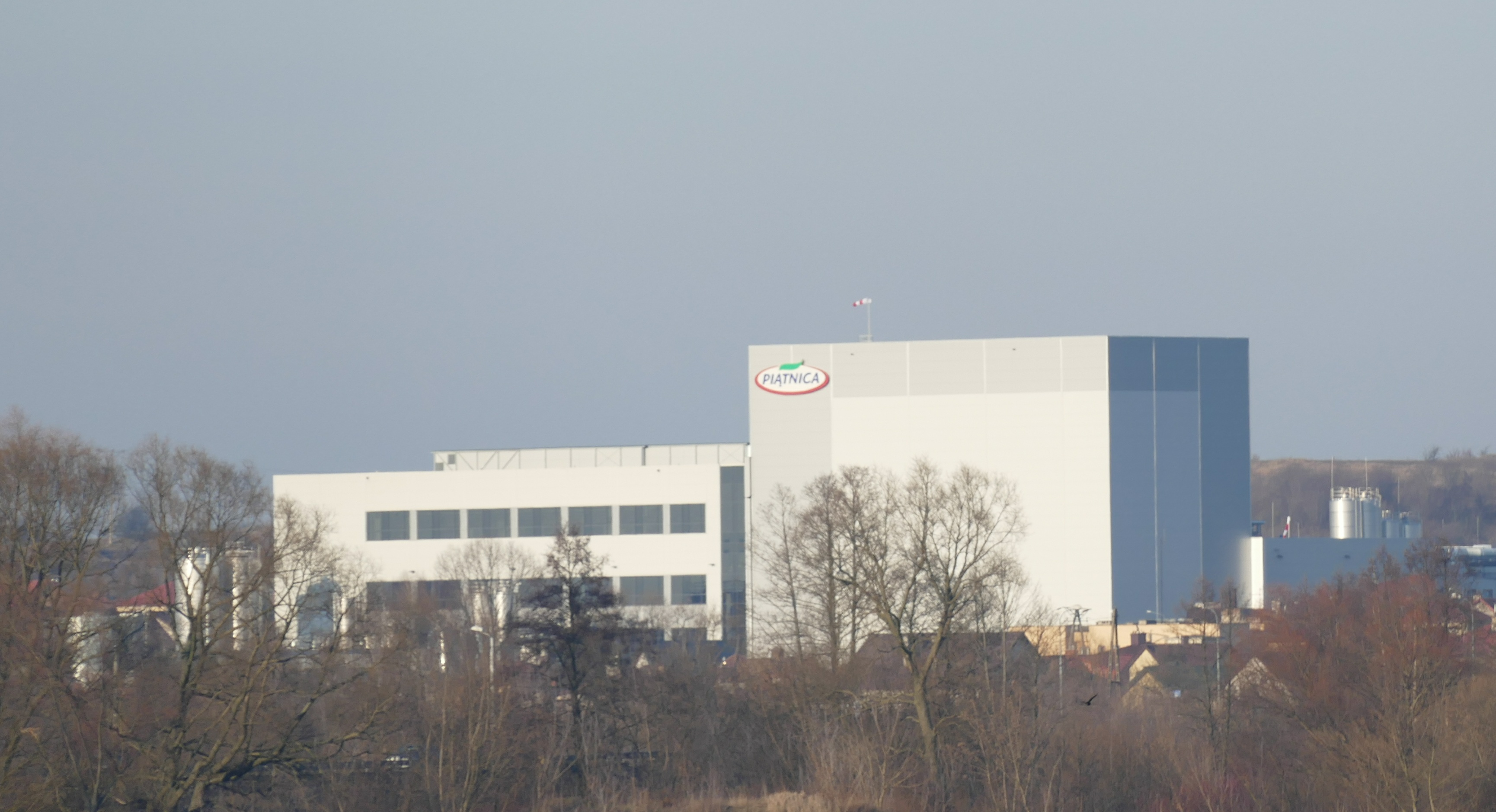
Okręgowa Spółdzielnia Mleczarska w Piątnicy

## Transport
- Droga krajowa nr 61: Warszawa – Augustów
- Droga krajowa nr 63: granica państwa – Perły – Giżycko – Pisz – Łomża – Zambrów – Siedlce – Radzyń Podlaski – Sławatycze – granica państwa
- Droga krajowa nr 64: Piątnica Poduchowna – Jeżewo Stare
- Droga wojewódzka nr 668: Piątnica Poduchowna – Osowiec-Twierdza